# カタジーナ・フィグラ
カタジーナ・フィグラ（Katarzyna Figura、1962年3月22日 - ）は、ポーランドの女優。

## 出演作品
- Summer Love
- 悪の華エレナ／バルセロナ　挑発の罠
- モンローに憧れて
- キングサイズ（アリス）